# Simfonija št. 1 (Šostakovič)
Dmitrij Šostakovič: Simfonija št. 1, f mol, op. 10 (1924-1925)
okviren čas trajanja: 32 minut
Šostakovič je svojo Prvo simfonijo napisal leta 1925 kot diplomsko nalogo, ko je pri devetnajstih letih končal študij na leningrajskem konservatoriju. Skladatelja je dobesedno izstrelila med zvezde sovjetske glasbe, pritegnila pa je tudi pozornost mednarodne javnosti. Začela se je briljantna kariera; kasneje jo je zasenčilo zlo, ki je zagrenilo življenje na skoraj polovici zemeljske oble: brezčuten sistem, v katerem so pomenile višje koristi vse, posameznik pa ni bil nič vreden, in zločinska diktatura, ki je skupaj z milijoni nedolžnih ljudi dobesedno izbrisala celo generacijo skladateljevih vrstnikov in prijateljev. Vendar je bila v času nastanka 1. simfonije prihodnost še nejasna in sovjetski ljudje so verjeli v boljše čase. Mladi skladatelj, ki je bil tudi odličen pianist, je koncertiral (njegov intelektualni način igranja sicer ni bil vedno sprejet z odobravanjem), pisal glasbo za gledališče in strastno šahiral. Leta 1928 je svoj talent potrdil z ironično opero »Nos« po noveli Nikolaja Gogolja. Formalni izris Prve simfonije je tradicionalen, drugi stavek, Moto perpetuo s poudarjeno vlogo klavirja, opravlja nalogo scherza. Delo ima enotno zasnovo, ki jo utrjujejo melodične reference med stavki, kot npr. dramatični udarci timpana, ki prekinjajo linijo finala in v inverziji na novo predstavijo šest-notno figuro iz počasnega stavka. Šostakovič je Prvo simfonijo zložil v času, ko je bila v Sovjetski zvezi nova glasba iz tujine še vedno dovoljena in je bilo tam mogoče spoznati partiture Hindemitha, Kreneka, Berga, Schrekerja in Stravinskega. V delu se čutijo vplivi Petruške Stravinskega, Klasične simfonije Prokofjeva, tako kot tudi Čajkovskega, Skrjabina in Mahlerja. Vendar učinkuje delo popolnoma izvirno: za mladostnim navdušenjem živahnostjo se v patosu počasnega dogajanja in v zasoplosti eksplozivnih vrhuncev skriva globok intelektualni nemir. 

## Stavki
1. Allegretto - Allegro non troppo
2. Allegro - Meno mosso - Allegro - Meno mosso
3. Lento - Largo - [Lento] (attacca:)
4. Allegro molto - Lento - Allegro molto - Meno mosso - Allegro molto - Molto meno mosso - Adagio